# Abbey Simon
Abbey Henry Simon (Nueva York, 8 de enero de 1920 - Ginebra, 18 de diciembre de 2019). fue un pianista y artista de grabación estadounidense. Alumno de Josef Hofmann en el Instituto de Música Curtis y ganador del Concurso Internacional de Piano de Naumburg en 1940. Fue llamado «supervirtuoso» por The New York Times.

## Formación
Comenzó las lecciones de música con David Saperton a la edad de cinco años. A la edad de ocho años, fue aceptado por Józef Hofmann como becario en el Instituto de Música Curtis de Filadelfia, donde se formó con sus compañeros de clase Jorge Bolet y Sidney Foster. También tomó lecciones de Leopold Godowsky y Harold Bauer. Poco después de graduarse, debutó en el Town Hall y el Carnegie Hall en Nueva York. Fue el ganador del Concurso Internacional de Piano de Naumburg en 1940.

## Carrera
Simon actuó con gran éxito de crítica. El crítico Harold C. Schonberg del New York Times una vez llamó a Simon "supervirtuoso". El crítico de Boston Globe, Richard Dyer, escribió: "El recital de Simon ofreció más que un vistazo a la legendaria era dorada del piano...  Su virtuosismo está marcado no solo por la velocidad, la potencia, la ligereza y la precisión, sino también por el intrincado juego de voces y colores llamativos".
Simon realizó giras por Europa, Oriente Medio y el Pacífico. Apareció con la Filarmónica de Nueva York, Boston Symphony, Chicago Symphony, Royal Concertgebouw Orchestra, London Symphony Orchestra y Trenton Symphony Orchestra. 
Simon impartió clases magistrales en la Real Academia de Música de Londres, el Conservatorio Real de La Haya y el Conservatorio de Ginebra.  Se desempeñó en las facultades de la Universidad de Indiana, la Escuela de Música de Manhattan, el Hunter College, la Escuela de Música Moores en Houston y la Escuela de Música Juilliard en la ciudad de Nueva York. Sus alumnos incluyen a los pianistas Frederic Chiu, Karen Shaw, John Kamitsuka, Erika Nickrenz, Richard Dowling, Roger Wright, Andrew Cooperstock, David Korevaar, Nancy Weems, Terence Yung y Martha Argerich.
Además de actuar, enseñar y grabar como artista musical, Abbey Simon fue miembro del jurado del Concurso Internacional de Piano Van Cliburn, el Concurso Internacional de Música de Ginebra, el Concurso Internacional de Piano de Leeds, el Concurso Internacional de Piano Clara Haskil, el Concurso Internacional de piano de Sídney, y el Concurso Internacional de Piano de Sudáfrica. 
Simon vivió en Ginebra, Suiza y Houston, Texas, donde fue profesor Distinguido Cullen de Piano en la Escuela de Música de Moores.

## Premios y reconocimientos
- Premio Walter Naumburg (1940).
- Premio Orquestal Nacional.
- Premio Federación de Música.
- Medalla de Harriet Cohen.
- Medalla Elizabeth Sprague Coolidge.
- Premio Fundación Ford.
- Premio de Maestro Distinguido en la Escuela de Música de Moores.

## Discografía selecta
Además de actuar y enseñar, Abbey Simon ha grabado de manera exhaustiva bajo las etiquetas Vox, Philips y HMV.  Su discografía incluye las obras completas de Frédéric Chopin y Maurice Ravel, las obras principales de Johannes Brahms y Robert Schumann, así como todos los conciertos de piano de Serguéi Rajmáninov con Leonard Slatkin y la Orquesta Sinfónica de San Luis. 
- Albéniz-Godowsky: Triana de Iberia (Danacord DACOCD 379).
- Beethoven: Quinteto para piano y viento (Turnabout Vox TVC 37004).
- Brahms: 
  - Concierto para piano n.º 1 en re menor. Grabación ganadora de un premio de una actuación en vivo en Buenos Aires,  Juan José Castro.
  - Variaciones sobre un tema de Paganini Op. 35 (Vox VU 9004).
  - Variaciones y fuga sobre un tema de Händel Op. 24; Variaciones sobre un tema de Paganini Op. 35 (Philips A 00195 L).
  - Tres piezas para piano solo (HMV).
  - Sonata en fa menor Op. 5 (HMV).
  - Intermezzi, Capriccios, Fantasías y Rapsodias (Philips).
- Chopin: 
  - Los cuatro scherzi (Vox VU 9030).
  - Las cuatro baladas, Impromptus y Berceuse (Vox VU 9031).
  - Las sonatas y Barcarola (Vox VU 9032).
  - Estudios Op. 10 y Op. 25 (Vox VU 9033).
  - The Valses completos, Fantasía & Variaciones brillantes (Vox VU 9034).
  - Nocturnos completos (Vox CDX 5146).
  - Preludios (Vox).
  - Conciertos para piano. Royal Philharmonic Orchestra, Eugene Goossens (HMV, EMI D13175Z).
  - Obras orquestales completas. Orquesta Sinfónica de Hamburgo, Heribert Beissel (Vox 5002).
- Dohnanyi: Variaciones sobre una canción infantil (clásicos de la Unesco DCL707202).
- Franck: Preludio, coral y fuga (HMV).
- Grieg: Concierto para piano en la menor Op. 16 (Philips).
- Liszt: 
  - Seis grandes estudios de Paganini (Vox VU 9004).
  - Estudio de concierto n.º 3 en re bemol mayor "Un suspiro" (HMV).
- Mendelssohn: 17 Variations sérieuses (Vox TVS 34460).
- Rajmáninov: 
  - Obras completas para piano y orquesta. Orquesta Sinfónica de San Luis, Leonard Slatkin (Vox CDX 5008).
  - Concierto para piano n.° 3 en re menor Op. 30. Orquesta Filarmónica de Japón, Akeo Watanabe.
- Ravel: 
  - Concierto para piano en sol mayor (Vox CDX 5031).
  - Concierto para piano en re para la mano izquierda. Orchestre de Radio-Luxembourg, Louis de Froment (Vox CDX 5032).
  - Obras completas para piano solo (Vox CDX 5012).
- Saint-Saëns: 
  - Le carnaval des animaux. Hephzibah Menuhin, Philharmonia Orchestra, Efrem Kurz (EMI Classics DCL 707202).
- Schumann: 
  - Variaciones Abegg; Kreisleriana; Arabeske; Kinderszenen (DANTE PSG 6949).
  - Carnaval Op. 9; Fantasía en do mayor Op. 17 (Vox ACD 8192).
- Transcripciones: por Liszt, Rachmaninoff, Godowsky, Chasins (Vox 8204).